# Hey和
《Hey和》是日本二人组合柚子（ゆず）的第33张单曲。2011年1月19日由其所属公司Senha&Company发售。